# NGC 5087
NGC 5087 este o galaxie activă situată în constelația Fecioara. A fost descoperită în 8 aprilie 1788 de către William Herschel. Se află la o distanță de 26,3 de megaparseci de Pământ.